# Capasa informis
Capasa informis là một loài bướm đêm trong họ Geometridae.